# Bischofsturm

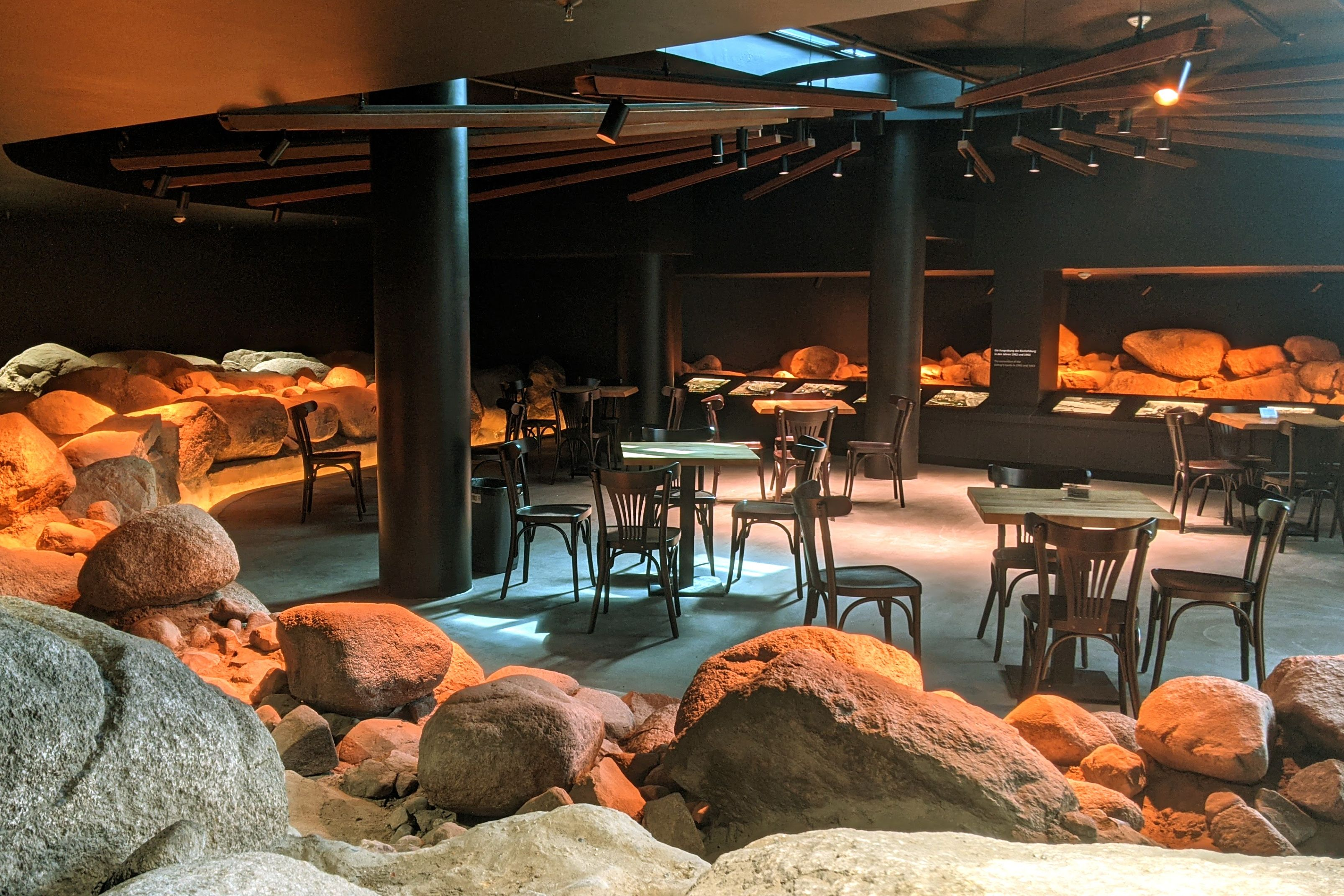
Neugestalteter Schauraum im Untergeschoss mit gastronomischer Nutzung (2023)

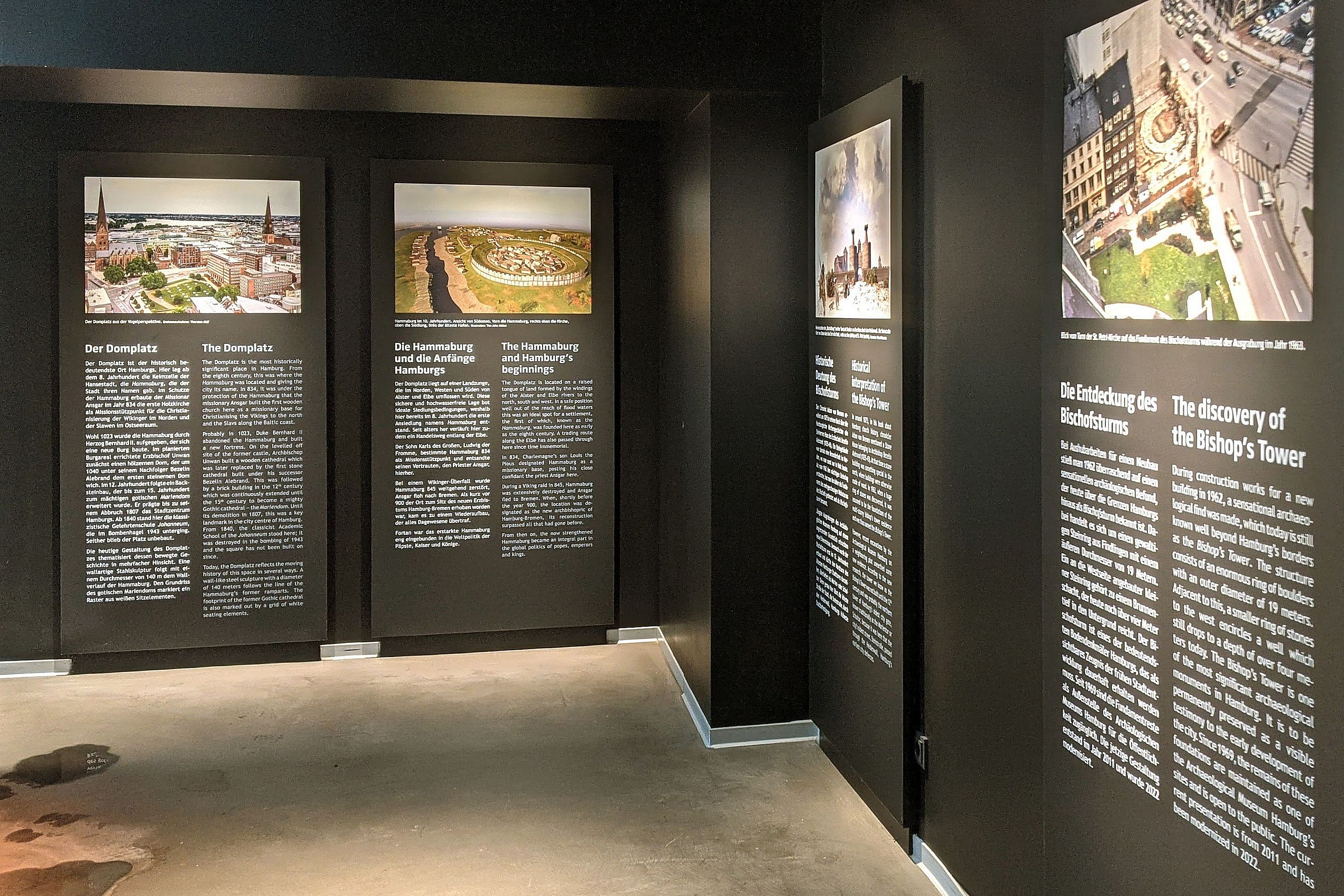
Texttafeln im Untergeschoss zur Geschichte des Ortes, zur Entdeckung des „Bischofsturms“ und zur Neudeutung als Stadttor

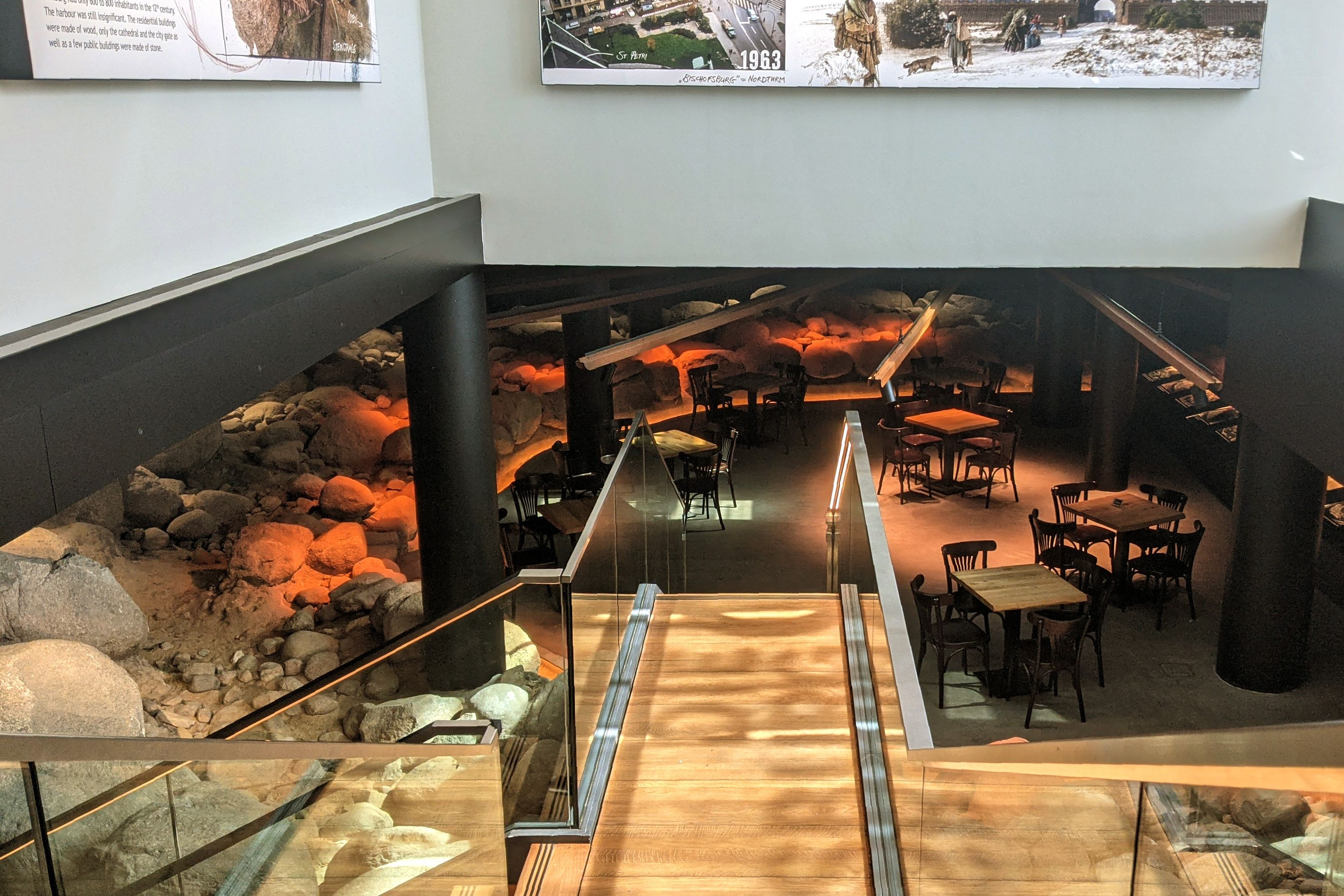
Zugang zum Schauraum

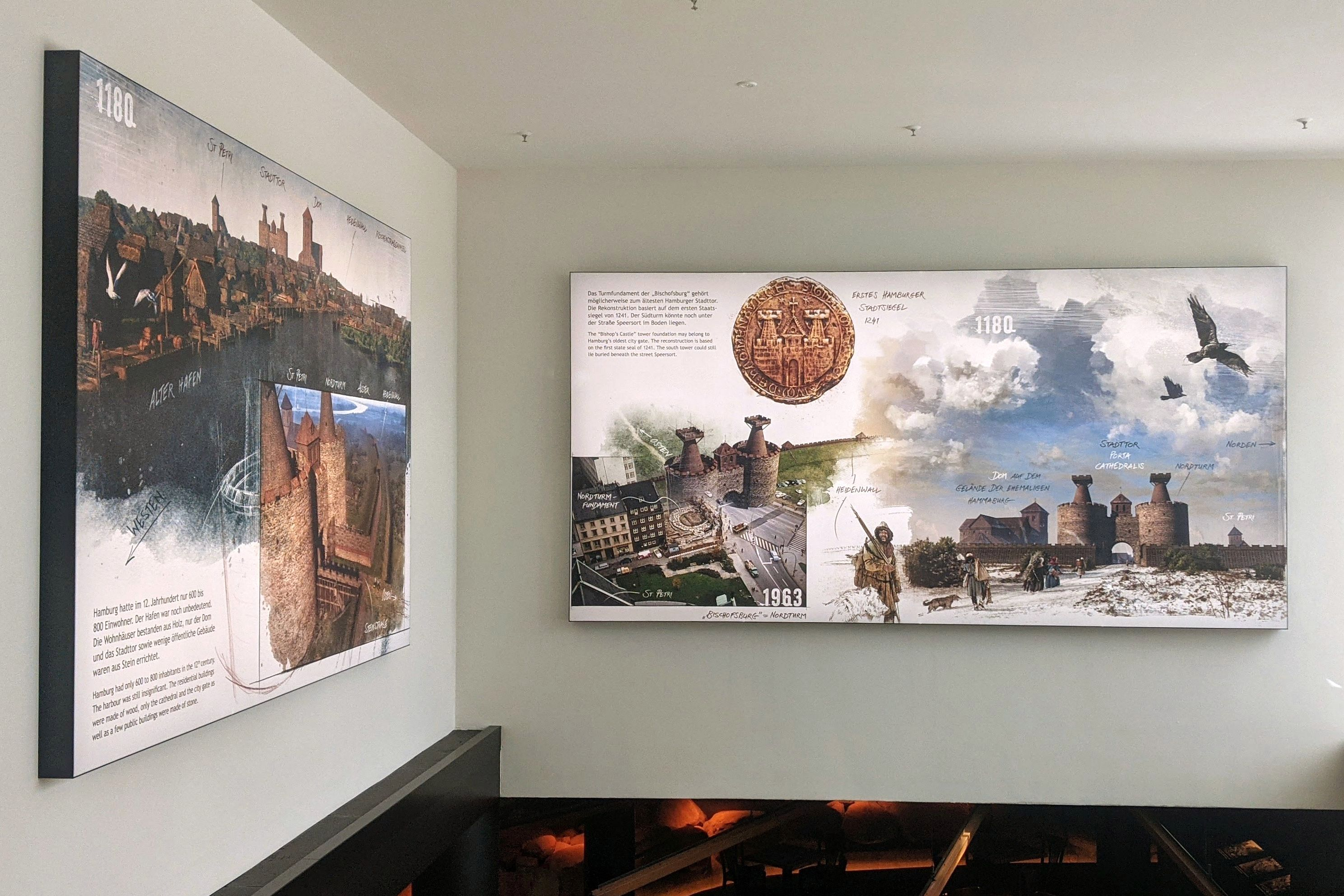
Schautafeln im Eingangsbereich (2023)

Der Bischofsturm (auch Bischofsburg) in Hamburg ist ein ringförmiges Turmfundament aus dem 12. Jahrhundert von 19 Metern Durchmesser und der älteste erhaltene Rest eines Steingebäudes der Altstadt. Die unter Straßenniveau liegenden Fundamente wurden zwischen 1962 und 1965 ausgegraben; man nahm zunächst an, dass es sich dabei um das steinerne Haus des Erzbischofs Bezelin-Alebrand aus dem 11. Jahrhundert handelte. Ausgrabungen des Archäologischen Museums Hamburg und weitere Funde in unmittelbarer Nähe im Jahr 2008 widerlegten diese These, auch die Datierung musste korrigiert werden. Demnach handelt es sich vermutlich um den Teil einer Befestigungsanlage.
Die als Außenstelle Bischofsburg des Archäologischen Museums Hamburg zugänglich gemachten Fundamente und weitere Funde waren in einem eingerichteten Schauraum im Untergeschoss des 2011 fertiggestellten Geschäftshauses St. Petri-Hof zu besichtigen. Der Zugang erfolgte über die im Haus gelegene Bäckereifiliale, die inmitten der Fundamente ein Café eingerichtet hatte.

## Lage und Bedeutung
Der „Bischofsturm“ liegt, überbaut von einem Geschäftshaus, an der heutigen Adresse Kreuslerstraße/Ecke Speersort in unmittelbarer Nachbarschaft zum Hammaburg-Platz und zur St.-Petri-Kirche. Der Ort ist eine Geesthöhe, an der die erste Siedlung Hamburgs nachgewiesen ist, die vorbeiführende Steinstraße gilt als die älteste Straße der Stadt, die zugleich den Verlauf eines alten Handelswegs aufnahm.
Das Fundament des Turms wurde bei Ausschachtungsarbeiten für das St.-Petri-Gemeindezentrum am 30. August 1962 entdeckt. Zunächst wurde vermutet, dass man verschleppte Findlinge aus der Steinstraße gefunden hätte. Danach stellte sich aber heraus, dass es sich um die Ruine eines noch unbekannten Objektes handelte. Bis zu der Auswertung neuer Grabungen im Jahr 2008 nahm man an, dass es sich bei dem Fund um das als Rundturm erbaute steinerne Haus des Erzbischofs Bezelin-Alebrand aus dem 11. Jahrhundert handelte, das in der von Adam von Bremen 1074 verfassten Hamburger Kirchengeschichte erwähnt wird.
Bei der aufgrund eines weiteren Neubaus des St. Petri-Gemeindezentrums möglichen Untersuchungen der Umgebung wurde jedoch festgestellt, dass das Turmfundament zeitgleich mit einem westlich vorgelagerten Graben bestanden hat und sich unmittelbar hinter dem Heidenwall, der ersten bekannten Stadtbefestigung Hamburgs, befand. Die Datierung wurde auf das 12. Jahrhundert korrigiert. Eine mögliche Interpretation ist, dass es sich bei diesem Turm um ein Tor oder Teil eines Stadttores (Marien- oder Schultor, benannt nach dem benachbarten Mariendom bzw. der zugehörigen Domschule) gehandelt hat.

## Funde
Bei dem Turmfundament handelt es sich um einen Steinkreis aus Findlingen mit einem 19 Meter messenden äußeren und 11 Meter messenden inneren Durchmesser. Der größte Teil dieser Steine hat einen Durchmesser von einem Meter und mehr. Direkt an der Westseite befand sich ein 4 Meter tiefer, gemauerter Brunnenschacht. Dieser hatte einen Durchmesser von 4,4 Metern und war aus Feldsteinen mit Durchmessern um 50 Zentimeter gefertigt.

## Schauraum
Bereits ab 1969 bestand im Kellerraum des neu erbauten Gemeindezentrums und späteren Geschäftshauses ein Schauraum für die überbauten Turmfundamente. Nach dem erneuten Abriss 2008 und Neubau eines Geschäftshauses, dem sogenannten St. Petri-Hof, wurde der Schauraum als Außenstelle des Archäologischen Museums Hamburg neu gestaltet. Er kann nun, zugänglich über ein Ladengeschäft und eine Stahltreppenkonstruktion, besichtigt werden. Innerhalb des Steinkreises ist ein Gastronomiebereich eingerichtet. Durch die Vollverglasung des Erdgeschosses kann der Bischofsturm zudem auch von der Straße aus eingesehen werden.